# مور مامان
مور مامان هو لاعب كرة قدم إسرائيلي في مركز الدفاع، ولد في 2 فبراير 1986 في إسرائيل. شارك مع منتخب إسرائيل تحت 17 سنة لكرة القدم ‏. أما مع النوادي، فقد لعب مع اتحاد أبناء سخنين ومكابي حيفا ومكابي كفر كنا وهبوعيل حيفا.